# دمیتری ایوانوف
دمیتری ایوانوف (روسی: Дмитрий Иванович Иванов؛ ۱۹۲۸ – ۱۹۹۳) وزنه‌بردار اهل روسیه بود.
وی در مسابقات کشوری و بین‌المللی در مجموع برندهٔ ۳ مدال طلا، ۱ مدال نقره شده‌است.